# Osorno (volcan)
Pour les articles homonymes, voir Osorno (homonymie).
L'Osorno est un stratovolcan situé entre la province d'Osorno et celle de Llanquihue, dans la région des Lacs au Chili. D'une altitude de 2 652 mètres, il est le volcan le plus actif dans le sud des Andes chiliennes.
Il s'élève à l'est du lac Llanquihue, connu mondialement comme symbole du paysage local. Le volcan domine également le lac de Todos los Santos. Sa dernière éruption date de 1869.
Charles Darwin aperçoit l'Osorno, de loin, lors de son second voyage sur le HMS Beagle et il est témoin de son éruption en janvier 1835. Il en fait mention dans son compte-rendu sur le séisme du 20 février 1835 à Concepción.
Sa première ascension est réalisée en 1848 par Jean Renous.

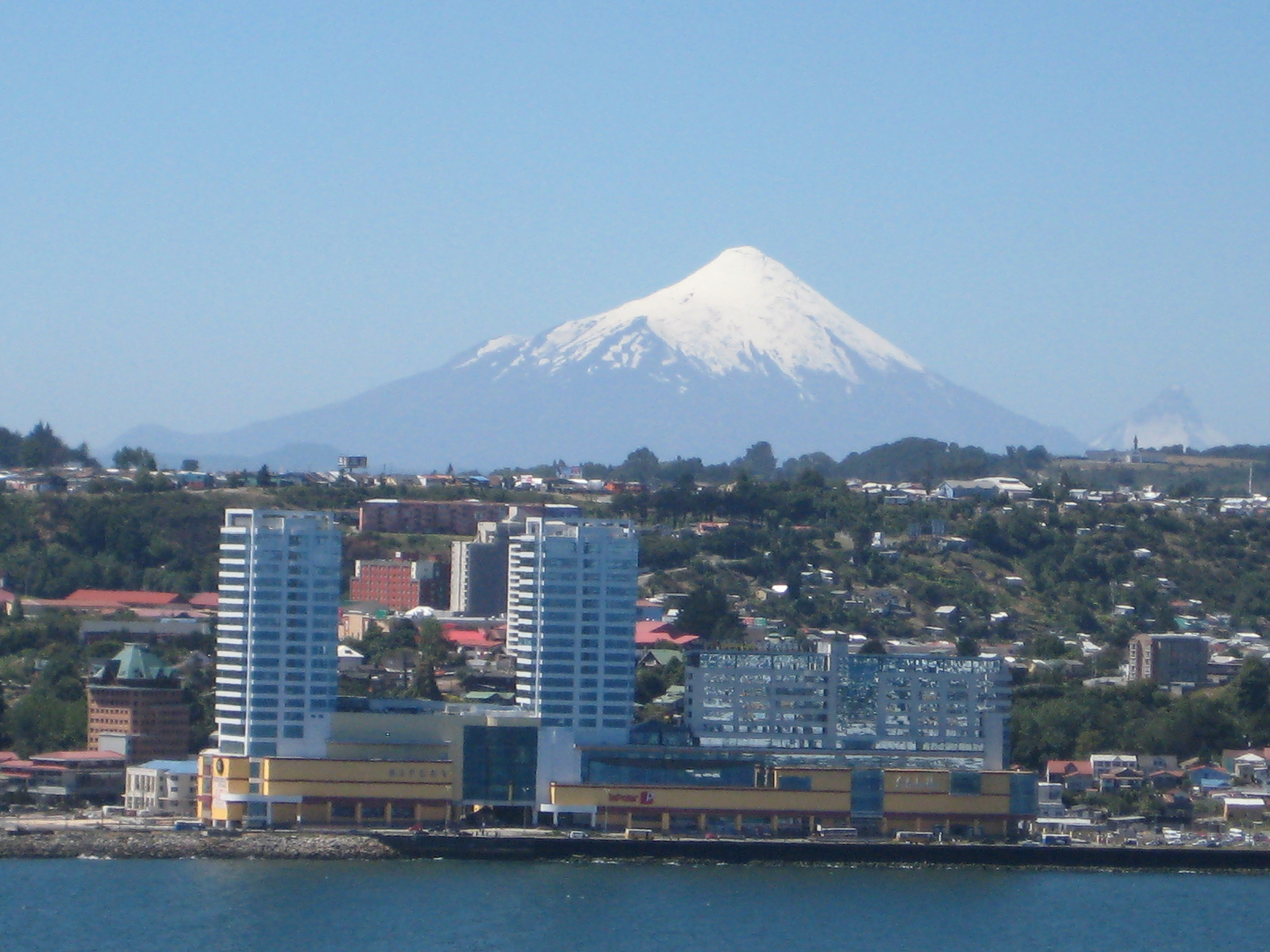
Vue de l'Osorno depuis Puerto Montt.